# Associazione Calcio Napoli 1954-1955
Questa voce raccoglie le informazioni riguardanti l'Associazione Calcio Napoli nelle competizioni ufficiali della stagione 1954-1955.

## Divise
| Prima divisa | Prima divisa | Divisa portiere |

## Organigramma societario
- Presidente: Alfonso Cuomo
- Allenatore: Eraldo Monzeglio

## Rosa
| N. |                   | Ruolo | Calciatore          |
| -- | ----------------- | ----- | ------------------- |
|    | Italia (bandiera) | P     | Ottavio Bugatti     |
|    | Italia (bandiera) | P     | Brenno Fontanesi    |
|    | Italia (bandiera) | C     | Rodolfo Beltrandi   |
|    | Italia (bandiera) | D     | Giulio Castelli     |
|    | Italia (bandiera) | D     | Luciano Comaschi    |
|    | Italia (bandiera) | D     | Pier Luigi Del Bene |
|    | Italia (bandiera) | D     | Bruno Gramaglia     |
|    | Italia (bandiera) | C     | Giorgio Granata     |
|    | Italia (bandiera) | C     | Celso Posio         |

| N. |                      | Ruolo | Calciatore               |
| -- | -------------------- | ----- | ------------------------ |
|    | Ungheria (bandiera)  | D     | Jenő Vinyei              |
|    | Italia (bandiera)    | C     | Giovanni Ciccarelli      |
|    | Argentina (bandiera) | A     | Bruno Pesaola (capitano) |
|    | Italia (bandiera)    | D     | Armando Tre Re           |
|    | Italia (bandiera)    | A     | Giancarlo Vitali         |
|    | Italia (bandiera)    | A     | Amedeo Amadei            |
|    | Italia (bandiera)    | A     | Piero Golin              |
|    | Svezia (bandiera)    | A     | Hasse Jeppson            |
|    | Italia (bandiera)    | A     | Farnese Masoni           |

## Calciomercato
| Acquisti | Acquisti    | Acquisti | Acquisti   |
| R.       | Nome        | da       | Modalità   |
| -------- | ----------- | -------- | ---------- |
| C        | Celso Posio | Brescia  | definitivo |

| Cessioni | Cessioni | Cessioni | Cessioni   |
| R.       | Nome     | a        | Modalità   |
| -------- | -------- | -------- | ---------- |
|          |          |          | definitivo |

## Risultati

### Serie A

#### Girone di andata
| Arbitro: | Marchetti (Milano) |

|                   |           |            |
| Vinyei 40’ (aut.) | Marcatori | 64’ Vitali |

| Arbitro: | Belle (Venezia) |

|                             |           |             |
| Jeppson 41’, 78’ Vitali 70’ | Marcatori | 11’ Bettini |

| Arbitro: | Jonni (Macerata) |

|                     |           |                             |
| Ballacci 53’ (rig.) | Marcatori | 33’, 34’ Vitali 78’ Jeppson |

| Arbitro: | Orlandini (Roma) |

|  |           |                        |
|  | Marcatori | 7’ Bertoloni 56’ Bacci |

| Arbitro: | Jonni (Macerata) |

|  |           |                       |
|  | Marcatori | 27’ Valli 86’ Ricagni |

| Roma 24 ottobre 1954 6ª giornata | Roma                  | 0 – 0 referto | Napoli | Stadio Olimpico\| Arbitro: \| Piemonte (Monfalcone) \| |
| Arbitro:                         | Piemonte (Monfalcone) |               |        |                                                        |

| Arbitro: | Jonni (Macerata) |

|               |           |            |
| Boniperti 25’ | Marcatori | 35’ Amadei |

| Arbitro: | Lo Bello (Siracusa) |

|            |           |                        |
| Vitali 46’ | Marcatori | 33’ Arce 79’ Eidefjall |

| Arbitro: | Pieri (Trieste) |

|              |           |            |
| Olivieri 85’ | Marcatori | 32’ Amadei |

| Arbitro: | Bellè (Venezia) |

|  |           |                           |
|  | Marcatori | 46’ Vitali 87’ Ciccarelli |

| 12 dicembre 1954 11ª giornata | Napoli | 1 – 1 referto | Fiorentina |  |

| 19 dicembre 1954 12ª giornata | Lazio | 2 – 1 referto | Napoli |  |

| 26 dicembre 1954 13ª giornata | Napoli | 1 – 2 referto | Inter |  |

| 2 gennaio 1955 14ª giornata | Pro Patria | 0 – 2 referto | Napoli |  |

| 6 gennaio 1955 15ª giornata | Atalanta | 1 – 1 referto | Napoli |  |

| 23 gennaio 1955 16ª giornata | Napoli | 2 – 2 referto | Sampdoria |  |

| 30 gennaio 1955 17ª giornata | Napoli | 2 – 0 referto | Catania |  |

#### Girone di ritorno
| 6 febbraio 1955 18ª giornata | Napoli | 3 – 1 referto | Genoa |  |

| 13 febbraio 1955 19ª giornata | Udinese | 3 – 0 referto | Napoli |  |

| 20 febbraio 1955 20ª giornata | Napoli | 1 – 1 referto | Bologna |  |

| 27 febbraio 1955 21ª giornata | Torino | 1 – 0 referto | Napoli |  |

| 6 marzo 1955 22ª giornata | Milan | 1 – 1 referto | Napoli |  |

| 13 marzo 1955 23ª giornata | Napoli | 2 – 0 referto | Roma |  |

| 20 marzo 1955 24ª giornata | Napoli | 1 – 1 referto | Juventus |  |

| 3 aprile 1955 25ª giornata | Novara | 2 – 1 referto | Napoli |  |

| 10 aprile 1955 26ª giornata | Napoli | 2 – 1 referto | SPAL |  |

| 17 aprile 1955 27ª giornata | Napoli | 4 – 0 referto | Triestina |  |

| 24 aprile 1955 28ª giornata | Fiorentina | 0 – 0 referto | Napoli |  |

| 1º maggio 1955 29ª giornata | Napoli | 3 – 2 referto | Lazio |  |

| 8 maggio 1955 30ª giornata | Inter | 1 – 4 referto | Napoli |  |

| 15 maggio 1955 31ª giornata | Napoli | 2 – 1 referto | Pro Patria |  |

| 5 giugno 1955 32ª giornata | Napoli | 1 – 0 referto | Atalanta |  |

| 12 giugno 1955 33ª giornata | Sampdoria | 5 – 2 referto | Napoli |  |

| 19 giugno 1955 34ª giornata | Catania | 1 – 1 referto | Napoli |  |

## Statistiche

### Statistiche di squadra
| Competizione | Punti | In casa | In casa | In casa | In casa | In casa | In casa | In trasferta | In trasferta | In trasferta | In trasferta | In trasferta | In trasferta | Totale | Totale | Totale | Totale | Totale | Totale | DR  |
| Competizione | Punti | G       | V       | N       | P       | Gf      | Gs      | G            | V            | N            | P            | Gf           | Gs           | G      | V      | N      | P      | Gf     | Gs     | DR  |
| ------------ | ----- | ------- | ------- | ------- | ------- | ------- | ------- | ------------ | ------------ | ------------ | ------------ | ------------ | ------------ | ------ | ------ | ------ | ------ | ------ | ------ | --- |
| Serie A      | 38    | 17      | 9       | 4       | 4       | 29      | 19      | 17           | 4            | 8            | 5            | 21           | 21           | 34     | 13     | 12     | 9      | 50     | 40     | +10 |

### Statistiche dei giocatori
| Giocatore     | Serie A  | Serie A |
| Giocatore     | Presenze | Reti    |
| ------------- | -------- | ------- |
| A. Amadei     | 19       | 6       |
| R. Beltrandi  | 22       | 5       |
| O. Bugatti    | 34       | -40     |
| G. Castelli   | 20       | 1       |
| G. Ciccarelli | 24       | 3       |
| L. Comaschi   | 32       | 1       |
| P. Del Bene   | 2        | 0       |
| P. Golin      | 6        | 4       |
| B. Gramaglia  | 10       | 0       |
| G. Granata    | 32       | 0       |
| H. Jeppson    | 24       | 10      |
| F. Masoni     | 8        | 3       |
| B. Pesaola    | 27       | 1       |
| C. Posio      | 24       | 5       |
| A. Tre Re     | 34       | 0       |
| J. Vinyei     | 25       | 1       |
| G. Vitali     | 31       | 10      |